# Хамбарине
Хамбарине су насељено мјесто у граду Приједор, Република Српска, БиХ. Према попису становништва из 2013. у насељу је живјело 1.468 становника.

## Становништво
| Националност       | 2013. | 1991.          | 1981.          | 1971.          |
| Муслимани          |       | 2.768 (96,24%) | 2.038 (81,55%) | 2.063 (97,17%) |
| Срби               |       | 52 (1,80%)     | 22 (0,88%)     | 41 (1,93%)     |
| Хрвати             |       | 7 (0,24%)      | 5 (0,20%)      | 2 (0,09%)      |
| Југословени        |       | 26 (0,90%)     | 383 (15,32%)   | 4 (0,18%)      |
| остали и непознато |       | 23 (0,79%)     | 51 (2,04%)     | 13 (0,61%)     |
| Укупно             | 1.468 | 2.876          | 2.499          | 2.123          |

1. ↑  Муслимани се данас изјашњавају као Бошњаци.